# 闪电烛光鱼
闪电烛光鱼（学名：Polyipnus sterope）为輻鰭魚綱褶胸鱼科烛光鱼属的鱼类。分布于西北太平洋區的日本及台湾岛等海域。體長可達5.3公分，為深海魚類，棲息深度150-280公尺，夜間會進行垂直性洄游，该物种的模式产地在日本。

## 扩展阅读
維基物種上的相關：闪电烛光鱼